# Хомогене смеше
Хомогене смеше су оне смеше чији је састав исти (једнак) у свим деловима дате смеше. Препознатљиве су по томе што се њихов састав углавном не може разликовати голим оком, или под микроскопом.
Пример за хомогену смешу : вода, ваздух, водени раствори (шећера, соли итд..)